# スロボダン・コバチ
スロボダン・コヴァチ（セルビア語: Слободан Ковач、1967年9月13日 - ）は、セルビアの男子バレーボール選手、指導者。元ユーゴスラビア代表。

## 来歴
ヴェリコ・グラディシュテ出身。1988年、ユーゴスラビアリーグのOKヴォイヴォディナ・ノヴィサドへ入団し、2度のリーグ優勝を経験。ユーゴスラビア代表に選出され、欧州選手権（1989年、1991年）に出場した。
1992年にイタリア・セリエA2のジョーイア・デル・バレーへ移籍、ギリシャA1リーグのアリス・テッサロニキを経て、1994年にA1へ昇格したジョーイア・デルへ復帰。マチェラータ、ターラントなどセリエAで経験を積む傍ら、ユーゴスラビア代表として欧州選手権で2つのメダル（1995年、1997年）、1996年アトランタオリンピックで銅メダル、2000年シドニーオリンピックで金メダルを獲得した。代表を退いた後も2004年までイタリアでプレーした。
インドアと平行してビーチバレーの経歴もあり、2003年から2005年にかけてCEVのトーナメントや、FIVB主催のビーチバレー・ワールドツアーなどに出場している。
現役引退後の2008年、OKラドニチュキ・クラグイェヴァツの監督に就任。2008-2009シーズンにラドニチュキを初のリーグ優勝へと導く。2009-2010シーズンにリーグ2連覇を達成した。

## 球歴
- オリンピック - 1996年（銅メダル）、2000年（金メダル）
- 欧州選手権 - 1997年（準優勝）、1995年（3位）、1989年、1991年

## 所属クラブ
- Vgsk ヴェリコ （1983-1985年）
- コルバラ （1985-1988年）
- OKヴォイヴォディナ・ノヴィサド （1988-1992年）
- ジョーイア・デル・バレー （1992-1993年）
- アリス・テッサロニキ （1993-1994年）
- ジョーイア・デル・バレー （1994-1995年）
- ルーベ・マチェラータ （1995-1999年）
- ターラント・バレー （1999-2002年）
- パッラヴォーロ・アニョーネ （2002-2003年）
- パッラヴォーロ・モルフェッタ （2003-2004年）
- Shahrdari Urmia（2004-2005年）
- OKラドニチュキ・クラグイェヴァツ（2006-2007年）

## 指導歴
- OKラドニチュキ・クラグイェヴァツ （2008-2010年）
- シル・サフェーティ・ペルージャ （2008-2014年）
- イラン男子代表 （2014-2015年）
- シル・サフェーティ・ペルージャ（2015-2016年）
- ハルクバンク・アンカラ（2016-2018年）
- スロベニア男子代表（2017-2018年）
- ベロゴリエ・ベルゴロド（2018-2019年）
- セルビア男子代表（2019-2021年）
- Jastrzębski Węgiel（2019-2020年）
- トップ・バレー・ラティーナ（2020-2021年）
- スクラ・ベウハトゥフ（2021-2022年）
- ハルクバンク・アンカラ（2023年-）